# Jim Henson
James Maury "Jim" Henson, född 24 september 1936 i Greenville i Mississippi, död 16 maj 1990 i New York i New York, var en amerikansk dockdesigner, dockspelare, filmproducent, filmregissör och manusförfattare. Henson är främst känd som skapare av Mupparna.

## Biografi
I slutet av 1950-talet skapade Jim Henson dockor med hjälp av sin mors gamla kläder och pingisbollar. Med dessa dockor uppträdde han i lokala tv-shower i Washington, D.C.. 1969 blev han känd genom barnprogrammet Sesam (Sesame Street), där programledarna var två dockor vid namn Bert och Ernie. Programmet blev en succé.
1975 flyttade Henson till England och året därpå gjorde han tv-programmet Mupparna där flera nya så kallade muppar introducerades. Han spelade (med hjälp av sina händer och sin röst) själv flera av dem. Programmet sändes över 106 länder och fick 206 miljoner tittare. Totalt 120 stycken 25 minuters-avsnitt gjordes mellan åren 1976 och 1981. Mupparna medverkade också i några långfilmer. Den första, Mupparna (The Muppet Movie), kom 1979.
Efter succén med Mupparna regisserade Henson den fantasyartade filmen Den mörka kristallen (1982) och gjorde barnprogrammet Fragglarna (1984). Även den blev en lyckoträff. Vid samma tid bildade han företaget Creature Shop som specialiserade sig på docktillverkning och dylikt.
Filmerna Teenage Mutant Ninja Turtles II - Kampen om Ooze (1991) och Mupparnas julsaga (1992) även serien Dinosaurier (1991) är dedicerade till honom.
Internetserien Epic Rap Battles of History har gjort en så kallad "rap battle", där Jim Henson rappar mot serieskaparen Stan Lee.
Jim Henson avled 1990 i lunginflammation.

## Filmografi i urval
- 1965 – Time Piece (kortfilm; roll, manus och produktion)
- 1969–1990 – Sesam (TV-serie) (roll, manus och regi)
- 1969 – Hey, Cinderella! (TV-film; roll och regi)
- 1969 – The Cube (TV-film; manus, produktion och regi)
- 1971 – The Frog Prince (TV-film; roll och regi)
- 1976–1981 – Mupparna (TV-serie) (roll, manus och produktion)
- 1979 – Mupparna (roll och produktion)
- 1981 – Mupparnas nya äventyr (roll och regi)
- 1982 – Den mörka kristallen (roll, manus, produktion och regi)
- 1983–1987 – Fragglarna (TV-serie) (roll, manus, produktion och regi)
- 1984 – Mupparna på Manhattan (roll)
- 1984–1991 – Muppet Babies (TV-serie) (produktion och roll)
- 1985 – På äventyr med Sesamgänget (roll)
- 1985 – Sesam slår till igen (roll)
- 1986 – Labyrint (manus och regi)
- 1986 – Leksakernas julafton (roll och produktion)
- 1988 – Sagor för stora barn (TV-serie) (manus, produktion och regi)